# Zerrissenheit
Zerrissenheit ist ein Begriff, der in unterschiedlichen Zusammenhängen verwendet wird.
Mit ihm bezeichnete man ursprünglich einen Zustand der Zerknirschung des Herzens, der als Bedingung der inneren Umkehr des Sünders verstanden wurde. Diese noch im Pietismus vorherrschende Bedeutung veränderte sich schrittweise im späten 17., vor allem aber 18. Jahrhundert, als der Begriff zunehmend im weltlichen Zusammenhang verwendet wurde. Nun verstand man unter Zerrissenheit den Zwiespalt des Individuums, eine Bedrängnis der Seele, einen inneren Konflikt zwischen Wünschen und Wirklichkeit.

## Philosophie
Vor allem der Deutsche Idealismus befasste sich mit der Zerrissenheit des Menschen und der Welt.
Friedrich Wilhelm Joseph Schelling etwa machte das mit Descartes begonnene, dualistische Prinzip der Entzweiung für die Zerreißung der Idee verantwortlich und forderte eine neue Philosophie als „Mittel der Heilung für die Zerrissenheit unserer Zeit.“
Die Zerrissenheit war für Hegel das Merkmal der aufklärerischen Vernunftreligion. In ihr würde der Mensch zu einer toten Maschine. Christus hingegen wolle „den Menschen in seiner Ganzheit wiederherstellen“, das „Zerrissensein des Gemüts“ heilen und die „zerrissenen Wesen“ in der Liebe vereinigen, selbst wenn er die Bande zur alten Welt zerreißen musste, um das Reich Gottes zu errichten.
Er entwickelte die philosophischen Begriffe mit dem Ziel, „gegen die Zerrüttung des Zeitalters den Menschen aus sich wiederherzustellen, und die Totalität, welche die Zeit zerrissen hat, zu erhalten.“
Hegel kritisierte die Romantik. Sie gefalle sich in Zerrissenheit und innerer Dissonanz.
In der Phänomenologie des Geistes beschäftigte er sich mit der Zerrissenheit in der Religion und der Welt der Bildung, in der die Zerrissenheit zum entfremdeten Bewußtsein werde. Diese „Zerrissenheit des Bewußtseins“, das um seinen Zustand weiß, könne am Ende nur in „Hohngelächter über das Dasein“ ausbrechen. Es verkehre die sittlichen Begriffe, weil es den mangelhaften Zustand der Welt erkenne und als „empörtes Selbstbewußtsein“ von seiner „eigenen Zerrissenheit“ wisse, „und in diesem Wissen derselben“ sich „unmittelbar darüber erhoben“ hat.
Die Junghegelianer und Karl Marx folgten Hegel in dieser Richtung, um ihre Religions- und Gesellschaftskritik zu formulieren. Die Religion sei eine „Zerrissenheit des Innern und Entfremdung gegen sich selbst“. Dieser Mangel aber könne nicht durch die Philosophie überwunden werden. Wenn sie als totale Philosophie der zerrissenen Welt gegenübertritt, ist ihre Tätigkeit nach Karl Marx ebenfalls eine zerrissene. Sie ist nur die subjektive Form der objektiven Zerrissenheit der Welt. Das religiöse Bewusstsein sei eine Entfremdung des Menschen von der Welt und gehe zurück auf den Widerspruch des religiösen Bewusstseins selbst, wie er in den Thesen über Feuerbach ausführte. Den Grund für die Zerrissenheit der Wirklichkeit sah Marx im Privateigentum, das den Menschen mit sich selbst in Widerspruch setze.
Dieser Widerspruch könne nur durch die äußere Veränderung der Welt überwunden werden.